# Hydrops triangularis
La culebra de pantano (Hydrops triangularis) es una especie de serpiente de la familia Colubridae.

## Características
La cabeza es de color marrón oscuro y el cuerpo tiene una coloración rojiza y negra en forma de anillos, similar a la  que presentan las serpientes de coral, por lo que se la suele denominar falsa coral, sin embargo H. triangularis no es venenosa. La máxima longitud registrada en machos es de 75 cm y en hembras 80 cm, aunque la mayoría son más pequeñas. Su período de actividad suele ser nocturno y sus presas son principalmente peces de agua dulce y anguilas.

## Distribución y hábitat
Se distribuye por América del Sur, en Venezuela, Colombia, Guyana, Surinam, Guayana Francesa, Perú, Trinidad y Tobago, Ecuador, Bolivia, Brasil y en Argentina en las provincias de Chaco, Corrientes, Misiones, Santa Fe y Entre Ríos. Habita en ríos, pantanos, manglares, bosques tropicales y subtropicales de árboles planifolios, pastizales tropicales y subtropicales, sabanas y matorrales. Nombres comunes: culebra nadadora, culebra de pantano, falsa coral de agua, culebra de estero marrón rojizo.

## Subespecies
- Hydrops triangularis bassleri ROZE 1957
- Hydrops triangularis bolivianus ROZE 1957
- Hydrops triangularis fasciatus ROZE 1957
- Hydrops triangularis neglectus ROZE 1957
- Hydrops triangularis triangularis WAGLER 1824
- Hydrops triangularis venezuelensis ROZE 1957